# Acinipe hesperica
Acinipe hesperica är en insektsart som beskrevs av Jules Pièrre Rambur 1838. Acinipe hesperica ingår i släktet Acinipe och familjen Pamphagidae.

## Underarter
Arten delas in i följande underarter:
- A. h. cristata
- A. h. lepineyi
- A. h. melillensis
- A. h. pygmaea
- A. h. coerulipes
- A. h. ahansala
- A. h. hesperica